# Zvonimir Vujin
Zvonimir Vujin (Zrenjanin, 23 luglio 1943 – 8 dicembre 2019) è stato un pugile serbo, fino al 1992 jugoslavo.

## Palmarès
- Giochi olimpici

Città del Messico 1968: bronzo nei -60 kg
Monaco di Baviera 1972: bronzo nei -63,5 kg
- Europei dilettanti

Roma 1967: argento nei -60 kg
- Giochi del Mediterraneo

Napoli 1963: bronzo nei -57 kg
Tunisi 1967: oro nei -60 kg